# Apotomis sororculana
Apotomis sororculana es una especie de polilla del género Apotomis, tribu Olethreutini, familia Tortricidae. Fue descrita científicamente por Zetterstedt en 1839.
La envergadura es de unos 17–20 milímetros. Se distribuye por Europa: Suecia.